# ウィンフィールド・ニブロ
ウィンフィールド・ニブロ（Winfield P. Niblo 1912年8月5日 - 2007年3月8日）は、20世紀半ばのアメリカの教育者、軍属。

## 生涯
テキサス州リビエラで生まれ、コロラド州デンバーで育つ。地元のウェスト高校を卒業後、デンバー大学でビジネス専攻。卒業後デンバーのイースト高校で社会と体育の教師を経て、1943年に兵卒として軍に応召される。コロンビア大学で教育行政の博士号を取得し、軍の対敵防諜要員として日本に着任、第二次世界大戦後に連合国最高司令官総司令部（GHQ）の民間情報教育局（CIE）の主任教官になり、教育制度改革を指導。学制改革時に男女別学であったそれまでの旧制中学校・高等女学校を高等学校に改組する過程で男女共学化を強く推進した。
長崎軍政府教育官として赴任（1946年6月-1948年10月）中には長崎県長崎市と佐世保市内の公立の旧制中学校と高等女学校をそれぞれ全く再編させ、長崎西高校・長崎東高校・佐世保北高校・佐世保南高校の各公立高等学校を共学で発足させた。長崎県内では最終的に公立普通科高校は全て共学に移行された。
また、長崎赴任中の1946年秋、県幹部との会食中の余興をきっかけとして現地にフォークダンス（厳密には米国発祥のスクウェアダンス）を伝え、「日本のフォークダンスの父」とも称された。男女が手を取って一緒に踊るフォークダンスの普及を通じて、民主主義教育と男女平等の理念を広めることを狙いとしたものであったとされる。各地で講習会を精力的に行ない、地元紙の報道によると（当時新聞はGHQの言論統制下）、スクウェアダンスの人気により、市民の要望でニブロの転任予定が延期されたという。この他、長崎県下各地でソフトボール（スローピッチ）を教え普及に努めている。占領軍のCIE職員としてのニブロの任務は教育と良好な日米関係の構築であり、ダンスやスポーツなどレクリエーションを通して、アメリカの正当性を広め、原爆投下に対する憎しみを抱かせないよう努めた。
その後北海道へ赴任し、1949年にはスキー大会のために札幌に来ていた三笠宮崇仁親王のためにダンスパーティを開き、親王にスクエアダンスを披露するとともに踊り方を教えた。これをきっかけに三笠宮崇仁親王は日本レクリエーション協会総裁に就任した。
8年間の日本勤務を終えて1951年に帰米。その後もさまざまな国に赴任し25年間軍に務めたのち、1976年から1985年までチャイルドケアセンターで子供たちに体育を教えた。1982年には瑞宝章を受勲した。2007年3月8日、デンバーの自宅で死去（94歳）。
長崎県佐世保市のハウステンボスでは、毎年4月にニブロの名を冠した「ウインフィールド・P・ニブロ記念 佐世保・ハウステンボス フォークダンスフェスティバル」が開かれている。

## 関連書
- レイン・アーンズ『長崎居留地の西洋人』長崎文献社 (2003/02)